# 17 octobre dans les chemins de fer
17 septembre 17 novembre
Chronologies thématiques
- Croisades
- Sports
- Disney

Cette page concerne les événements qui se sont déroulés un 17 octobre dans les chemins de fer.

## Événements

### XIXesiècle
- 1863.  États-Unis – Californie :   inauguration de la section San Francisco-Menlo Park de la ligne de San Francisco à San Jose (San Francisco & San Jose Rail road company).

- 1881.  France :   ouverture de la section Commequiers - Saint-Gilles-Croix-de-Vie de la  ligne La Roche-sur-Yon - Saint-Gilles-Croix-de-Vie (réseau de l'État).

### XXesiècle
- 1919, Espagne : inauguration de la 1° ligne du métro de Madrid.
- 1991. France : collision entre le train de nuit "Nice - Paris" et un train de marchandises ayant grillé un signal fermé à Melun. Il y eut 16 morts et de nombreux blessés.
- 1995. France : à Paris, nouvel attentat à la bombe dans une rame du RER C entre les stations Saint-Michel et Musée d'Orsay (25 blessés, dont 5 graves).
- 2000. Grande-Bretagne : le déraillement d'un train de la compagnie Great North Eastern Railway près de Hatfield (au nord de Londres) fait 4 morts et 34 blessés. La responsabilité de l'accident est attribuée à Railtrack, responsable de l'entretien de la voie, un rail ayant cassé au passage du train.

### XXIesiècle
- 2006. Italie : Une collision entre deux rames dans le métro de Rome a entraîné la mort d'un voyageur et en a blessés 110 autres. L'accident s'est déroulé vers 10 heures du matin à la station Vittorio Emanuele, dans le centre de la capitale italienne. Une rame entrant à grande vitesse dans la station a heurté une rame à l'arrêt alors que des voyageurs en sortaient. La thèse de l'attentat terroriste a été écartée, les enquêteurs privilégiant une erreur humaine ou un problème dans le système de signalisation. La circulation a été interrompue sur la ligne A du métro de Rome.

## Anniversaires

### Naissances
- x

### Décès
- x